# ONE COMPATH
株式会社ONE COMPATH（ワン・コンパス、英: ONE COMPATH CO., LTD. ）は、東京都港区に本社を置く日本の情報サービス企業である。
TOPPANの完全子会社。

## 概要
凸版印刷、東日本電信電話（のちNTTコミュニケーションズへ株主交代）、電通、ヤフー、シャープの出資により、1997年1月20日に株式会社サイバーマップ・ジャパン（英文社名：CyberMap Japan Corp. ）を設立。設立当時は3人の社員でスタートした。同年4月21日、地図検索サイト「Mapion」を開設。
2009年4月1日付でサービス名に合わせ、株式会社マピオンへ商号変更。2015年6月19日に凸版印刷の完全子会社となった。
2019年4月1日付で株式会社 ONE COMPATHへ商号変更するとともに、親会社の凸版印刷から電子チラシサービス「Shufoo!」の事業を継承した。

### 沿革
- 1997年1月20日 - 株式会社サイバーマップ・ジャパンとして設立。
- 1997年4月21日 - 日本初の[要出典]地図検索サービスとして「Mapion」を開設。
- 1997年12月 - Best Web of the Year '97において、総合1位、新人賞、地域情報・情報源カテゴリ賞の三冠受賞。
- 2002年1月10日 - ブロードバンド向けサービス「MapionBB」をリリース。
- 2004年11月11日 - 実験サービス「マピオンラボ」として会員制でスクロール地図を開始。
- 2006年6月1日 - 距離測定サービス「キョリ測」をベータ版としてリリース。
- 2006年8月2日 - Ajax版の地図を正式リリース。
- 2007年1月15日 - 乗換案内と徒歩ルート検索ができる「マピオンナビ 乗換+徒歩ルート」を公開。
- 2007年11月12日 - iPod touch / iPhone向け地図サービス「マピオンタッチ」を提供開始。
- 2008年12月1日 - ドライブルート検索の「マピオンドライブ」をオープン。
- 2009年4月1日 - 株式会社マピオンへ商号変更。
- 2009年4月22日 - 地図・検索機能を全面リニューアル。
- 2009年7月30日 - 動画検索サービス「マピオン動画検索」をオープン。
- 2009年8月24日 - 「マピオン郵便番号」をオープン。
- 2009年10月1日 - マピオンの地図が、2009年度グッドデザイン賞を受賞。
- 2010年2月24日 - 宿泊施設検索サービス「マピオントラベル」をリニューアル。
- 2010年4月7日 - 月間利用者数が1,000万人を突破。
- 2010年10月13日 - 「マピオン天気予報」を全面リニューアル。
- 2015年6月19日 - 凸版印刷の完全子会社となる。
- 2016年11月7日 - 歩くだけで地域名産品が当たるウォーキングアプリ「aruku&」のiOS版を提供開始。
- 2019年4月1日 - 株式会社ONE COMPATHへ商号変更。凸版印刷より「Shufoo!」の事業を承継。
- 2020年8月27日 - 家事代行比較サービス「カジドレ」本格提供開始
- 2021年11月1日 - 新規事業創出制度POMから誕生したサイクルコンパスアプリ「U-ROUTE」を提供開始。
- 2022年1月31日 - 店舗と生活者をつなぐコミュニケーションプラットフォーム「LocalONE」を提供開始。

## 主なサービス

### Mapion
Mapion（マピオン）とは、1997年に誕生した、日本で提供している地図検索サービスである。iOS版では、自治体の境界線がはっきりと見える「境界線マップ」、ひらがなだけで書かれた「ひらがなマップ」などニッチな地図を提供している。

### Shufoo!
Shufoo!（シュフー）とは、2001年に凸版印刷株式会社にて誕生した電子チラシサービスである。2019年に凸版印刷より事業承継した。

### aruku&
aruku&（あるくと）とは、2016年11月7日にiOS版からリリースしたウォーキングアプリ。健康経営を目指す法人向けサービスも展開している。aruku&が展開する無料ウォーキングイベント「1day3000」は、コロナ禍によりスタートした。